# Bad Blood
«Bad Blood» — четвертий сингл п'ятого студійного альбому американської поп-співачки Тейлор Свіфт — 1989. В США сингл вийшов 17 травня 2015 року. Пісня написана Тейлор Свіфт, Кендріком Ламаром, Максом Мартіном та Shellback; спродюсована Максом Мартіном, Shellback та Ільєю Сальманзадехом. Прем'єра музичного відео відбулася 17 травня 2015 року.

## Історія
Свіфт написала пісню «Bad Blood» про невідому жінку-музиканта. У 2014 році в інтерв'ю журналу Rolling Stone вона розповіла, що ця жінка, з якою вона ніколи не була впевнена чи вони друзі, намагалася зірвати один з її концертних турів, найнявши людей, які в той час працювали з нею. Після виходу альбому 1989 року різні видання припустили, що темою пісні стала Кеті Перрі; Перрі й Свіфт були залучені в ворожнечу, що широко висвітлювалася в ЗМІ. Декілька видань, включаючи Time і The Washington Post, відзначили паралелі між текстом «If you live like that, you live with ghosts» в «Bad Blood» та назвою «Ghost», пісні з альбому Перрі 2013 року Prism.
Сингл-версія включає елементи хіп-хопу. До неї увійшли два куплети, написані та виконані Кендріком Ламаром.
Перша версія «Bad Blood» вперше потрапила в чарт Billboard Hot 100 на два тижні в листопаді 2014 року та січні 2015 року, досягнувши 78 місця. Після прем'єри музичного відео на церемонії Billboard Music Awards (2015), реміксова версія пісні за участю репера Кендріка Ламара повторно увійшла в чарт під № 53 і як № 26 в цифровому чарті Digital Songs Sales, з продажем 47,000 цифрових копій. Пісня досягла № 1 у Billboard Hot 100 на тиждень, що закінчувався 24 травня 2015 року, з продажем 385,000 копій. Вона стала 4-м синглом у кар'єрі співачки на вершині американського хіт-параду і 3-м синглом № 1 з одного альбому 1989 (слідом за Shake It Off і Blank Space), зробивши Тейлор Свіфт другим виконавцем і вперше після Адель, кому тричі вдалося очолити Hot 100 синглами з одного свого альбому. Також Bad Blood став 4-м поспіль синглом топ-10 з альбому 1989, 18-м в топ-10 для Тейлор і другим для Ламара (і його першим № 1 в США). До червня 2015 року в США було продано 1,1 млн цифрових копій.

## Музичне відео
Музичне відео зрежисоване Джозефом Каном, який попередньо працював зі Свіфт над відеокліпом «Blank Space». Знімання проходило 12 квітня 2015 року у Лос-Анджелесі, хоча події відбуваються в Лондоні. Прем'єра відбулася 17 травня 2015 року на початку церемонії нагород Billboard Music Awards. Тизери до відеокліпу почали виходити ще з початку травня 2015 року. Відео поставило на Vevo рекорд за кількістю переглядів за 24 години, зібравши за цей час 20,1 млн глядачів у перший день релізу, побивши рекорд у 19,6 млн переглядів за 24 години, що раніше належав Нікі Мінаж та її кліпу «Anaconda» (2014).
Журнал Rolling Stone описав відеокліп як «футуристичний неонуар» («futuristic neo-noir» video).
Відеокліп «Bad Blood» отримав 7 номінацій на нагороди MTV Video Music Awards 2015 року, включаючи номінації Найкраще відео року та Найкраще жіноче відео.
В музичному відео знімалися багато знаменитостей, які самі вибирали ім'я своєму персонажу:
- Arsyn (Селена Гомес)
- Lucky Fiori (Ліна Данем)
- The Trinity (Гейлі Стайнфельд)
- Dilemma (Серейя)
- Slay-Z (Джіджі Хадід)
- Destructa X (Еллі Голдінг)
- Homeslice (Марта Гант)
- Mother Chucker (Кара Делевінь)
- Cut Throat (Зендея)
- The Crimson Curse (Гейлі Вільямс)
- Frostbyte (Лілі Олдрідж)
- Knockout (Карлі Клосс)
- Domino (Джессіка Альба)
- Justice (Маріска Гарґітай)
- Luna (Еллен Помпео)
- Headmistress (Сінді Кроуфорд)

## Чарти
Тижневі чарти
| Чарт (2014-15)                            | Місце |
| ----------------------------------------- | ----- |
| Australian Singles Chart                  | 1     |
| Austrian Singles Chart                    | 22    |
| Belgium (Ultratop 50 Flanders) (Фландрія) | 26    |
| Belgium (Ultratop 50 Wallonia) (Валлонія) | 26    |
| Brazil (Billboard Brasil Hot 100)         | 81    |
| Canada (Canadian Hot 100)                 | 1     |
| Canada AC (Billboard)                     | 27    |
| Canada CHR/Top 40 (Billboard)             | 1     |
| Canada Hot AC (Billboard)                 | 1     |
| Czech Republic (Rádio Top 100)            | 29    |
| Euro Digital Songs (Billboard)            | 2     |
| Finland Suomen virallinen lista           | 5     |
| France French Singles Chart               | 14    |
| Germany German Singles Chart              | 29    |
| Hungary (Single Top 40)                   | 10    |
| Irish Singles Chart                       | 8     |
| Israel Media Forest                       | 1     |
| Italian Singles Chart                     | 93    |
| Japan Japanese Singles Chart              | 20    |
| Lebanon (Lebanese Top 20)                 | 4     |
| Netherlands Dutch Top 40                  | 33    |
| New Zealand Recorded Music NZ             | 1     |
| Scotland (Official Charts Company)        | 1     |
| Slovakia (Rádio Top 100)                  | 65    |
| South Africa (EMA)                        | 2     |
| Spanish Singles Chart                     | 13    |
| Swiss Singles Chart                       | 28    |
| UK Singles (Official Charts Company)      | 4     |
| US Billboard Hot 100                      | 1     |
| US Adult Contemporary (Billboard)         | 9     |
| US Adult Top 40 (Billboard)               | 1     |
| US Dance Club Songs (Billboard)           | 37    |
| US Dance/Mix Show Airplay (Billboard)     | 5     |
| US Mainstream Top 40 (Billboard)          | 1     |
| US Rhythmic (Billboard)                   | 6     |

Річні чарти
| Чарт (2015)                          | Місце |
| ------------------------------------ | ----- |
| Radio Disney (Top 30)                | 2     |
| Australian Singles Chart             | 18    |
| Canada (Canadian Hot 100)            | 11    |
| UK Singles (Official Charts Company) | 88    |
| US Billboard Hot 100                 | 15    |
| US Adult Contemporary (Billboard)    | 20    |
| US Adult Top 40 (Billboard)          | 11    |
| US Dance/Mix Show Songs (Billboard)  | 28    |
| US Mainstream Top 40 (Billboard)     | 4     |
| US Rhythmic Songs (Billboard)        | 33    |

| Чарт (2016)                       | Місце |
| --------------------------------- | ----- |
| Brazil (Billboard Brasil Hot 100) | 60    |

## Продажі
| Країна               | Сертифікація (таблиця продажів та сертифікатів) | Продажі    |
| -------------------- | ----------------------------------------------- | ---------- |
| Австралія (ARIA)     | 3× Платина                                      | +210,000   |
| Канада (CRIA)        | 3× Платина                                      | +240,000   |
| Нова Зеландія (RMNZ) | Золото                                          | +7,500     |
| Британія (BPI)       | Золото                                          | +400,000   |
| США (RIAA)           | 5× Платина                                      | +3,100,000 |

## Історія релізів
| Країна | Дата           | Формат                 | Лейбл                |
| ------ | -------------- | ---------------------- | -------------------- |
| США    | 17 травня 2015 | Цифрове завантаження   | Big Machine          |
| США    | 19 травня 2015 | Contemporary hit radio | Big Machine Republic |
| Італія | 12 червня 2015 | Mainstream radio       | Big Machine Republic |